# Faute (droit français)
En droit français, une faute peut être vue comme le fait de commettre ce que l'on n'avait pas le droit de faire, ou de ne pas faire ce que l'on aurait dû faire. Ainsi, une omission ou une négligence peuvent constituer une faute.
Les lois et la jurisprudence ont défini différents types de fautes.
Certains types de fautes sont plus connus et ont une signification précise, comme dans le divorce pour faute.

## Faute simple
En droit administratif, la faute simple fait suite au recul de la faute lourde, voir arrêt « Époux V. » de 1992.

## Faute grave

### Droit social
En France, la notion juridique de faute grave intervient notamment dans le cadre d'un licenciement. Elle n'est pas définie par le code du travail mais uniquement par la jurisprudence.
Elle n'est pas forcément intentionnelle ou délibérée. Elle se caractérise par un fait ou un ensemble de faits de nature à rendre impossible la poursuite du contrat de travail par l'employeur. Elle est donc privative de préavis, ainsi que d'indemnité légale (et très souvent conventionnelle) de licenciement.

### Droit commercial
De même, en droit commercial, la faute fait l'objet d'une sanction et peut justifier, par exemple la résiliation d'un contrat (bail commercial ou bail civil).

## Faute lourde
En droit français, la faute lourde est une faute caractérisée par l'intention de nuire, qu'il faut distinguer selon son appréciation par la jurisprudence civile et administrative. Elle n'est pas forcément particulièrement grave.

## Faute inexcusable
En France, la faute inexcusable de l’employeur est une notion de droit de la sécurité sociale. L'article L. 452-1 du code de la sécurité sociale en fixe les conséquences sans d'ailleurs en établir la définition, laissant ce soin à la jurisprudence (cf. infra). Ce qui est en jeu, ce sont les mécanismes et niveaux d’indemnisation dont pourra bénéficier la victime d’un accident du travail ou d'une maladie professionnelle.

## Faute matérielle
La faute matérielle est, en droit français, un énoncé faux caractérisé par l'inverse de ce qui doit faire force de jugement. Par exemple, lors d'un verdict: un juge déclare que "l'accusé est non coupable"; le greffier note que "l'accusé est non coupable"; si l'assignation par huissier annonce que "l'accusé est coupable" (oubli du NON lors de la transcription); on dit que l'assignation est frappée d'une faute matérielle en écriture. Il est nécessaire de repasser au tribunal pour faire corriger cette erreur.